# Wulverhorst
Wulverhorst est une ancienne commune néerlandaise de la province d'Utrecht.
Ancienne seigneurie érigée en commune au début du XIXe siècle, Wulverhorst fut intégrée dans la commune de Linschoten de 1812 à 1818. De nouveau indépendante à partir du 1er janvier 1818, la commune fut définitivement rattachée à Linschoten le 8 septembre 1857.